# Pelatge curly
La major part de cavalls tenen pelatge llis fins i tot quan mostren el pelatge d'hivern, que pot créixer molt llarg. Hi ha una mena de cavalls el pelatge dels quals és arrissat.
Són cavalls amb pelatge "curly" o arrissat.
El pelatge arrissat en els cavalls és provocat per causes genètiques.

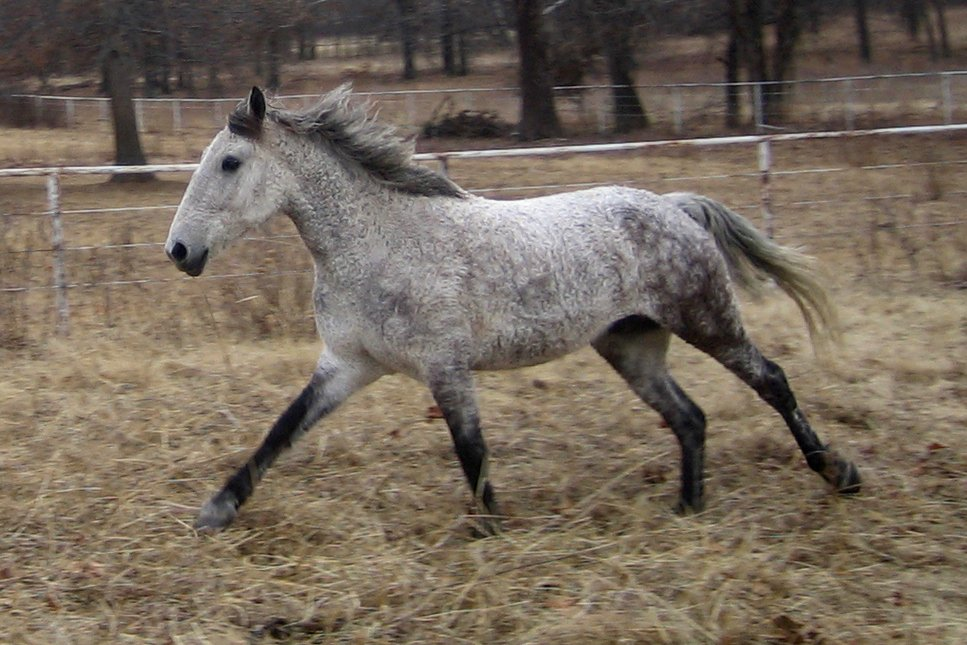
Cavall "curly" amb pelatge d'hivern

## Descripció del pelatge arrissat
Els cavalls amb pelatge arrissat es presenten en diversos graus. En els casos mínims la llargària dels pèls és gairebé normal i amb prou feines es mostra una mica ondulat. En casos màxims la llargària dels pèls i llur arrissat és considerable, especialment a l'hivern.
La cua i la crinera són prou característiques. En els casos màxims són molt arrissades, amb tirabuixons ben marcats. També les celles i les vibrisses presenten arrissament.
En alguns casos extremats cavalls amb un pelatge d'hivern molt llarg i arrissat el perden a l'estiu, quedant del tot sense pèl.
Una característica notable dels pèls "curly" és la seva greixositat per causa d'unes glàndules sebàcies hiperactives.
El patró arrissat es pot donar sobre qualsevol pelatge, ja sigui bàsic, diluït o que segueixi un altre patró.

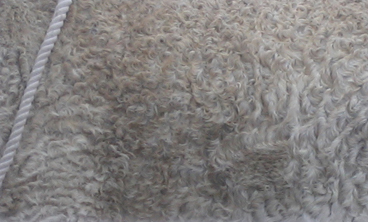
Pelatge arrissat en la capa d'hivern

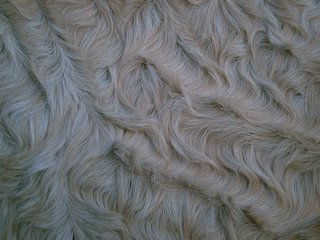
Primer pla d'un pelatge arrissat a l'hivern

## Detalls històrics
Hi ha referències inconcretes sobre pintures asiàtiques de cavalls de pelatge arrissat del segle II de l'era cristiana.
Un document vàlid podria ser el d'un dels cavalls de l'emperador Zhaoling anomenat Quanmaogua ("Arrissat"). A la tomba d'aquest emperador hi havia representats els sis corsers que cavalcà en les batalles en forma de baix relleu (circa 636-649 dC). Hi ha esment de pintures d'aquest cavall que el representen amb un pelatge ondulat del color del safrà.
Fèlix de Azara va descriure cavalls amb pelatge "crespo" ("crépu" en francès) en la seva obra sobre els quadrúpedes del Paraguay.
Charles Darwin va citar els "curled horses" de l'obra de Azara, comentant la possible relació del cavalls arrissats amb formes peculiars dels unglots. També va comentar l'existència d'una raça de cavalls "curly" a Rússia.
Un tercer comentari de Darwin parla del testimoni del Dr. Canfield sobre la cria de cavalls arrissats a Los Angeles (cria que caldria situar en l'època de les missions a l'Alta Califòrnia).
Els sioux i altres tribus nadiues americanes, a diferència dels colons amb "cultura" europea que menyspreaven els cavalls arrissats, els apreciaven molt considerant-los màgics. Hi ha diverses referències en documents pintats en pells de bisó. Les més antigues corresponen a la temporada 1803-1804. En la batalla de Little Big Horn (dels comanxes i alguns sioux contra el general Custer) alguns guerrers sioux muntaven cavalls "curly" ("amb pèl de bisó" segons denominació sioux), fet representat en dibuixos per Red Horse, notable artista de la tribu.

## Races de cavalls amb pelatges arrissats
- American Bashkir Curly.[8]
- Lokai